# Mezquita de Omar (Jerusalén)

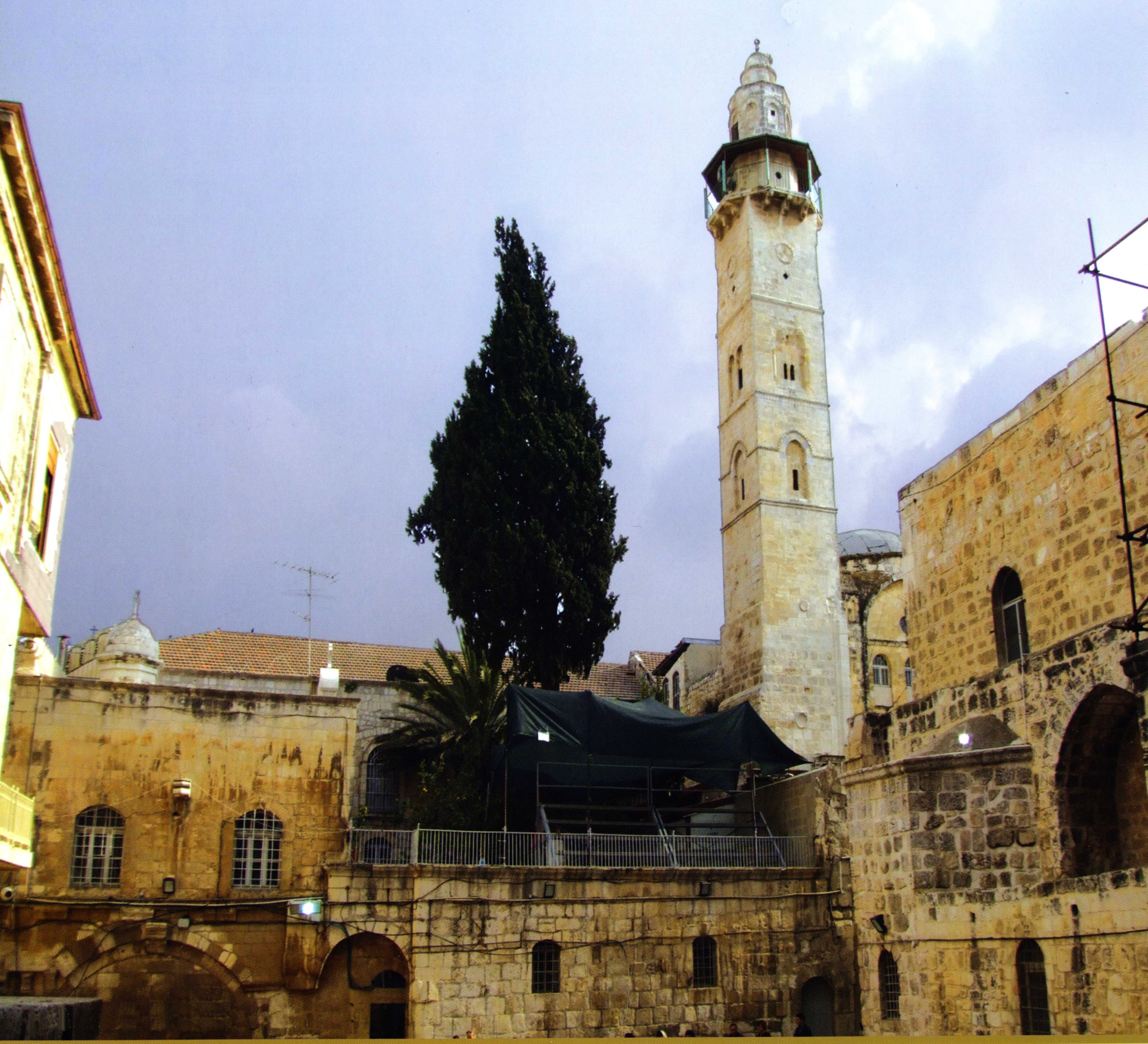
Minarete de la Mezquita en el patio de la Iglesia del Santo Sepulcro

La Mezquita de Omar (en árabe: مسجد عمر بن الخطاب‎, romanizado: mas̊jidu ʿumari b̊n ạl̊kẖiṭābi,  en hebreo: מסגד עומר‎, romanizado: msgd ʿwmr) es un lugar de culto islámico dentro de la Ciudad Vieja de Jerusalén. Se encuentra al lado del Santo Sepulcro en el complejo de Muristán en el Barrio Cristiano. Fue construida en el lugar en el cual según la tradición musulmana rezó el Califa Omar ibn al-Jattab, luego de visitar el Santo Sepulcro. La mezquita no está abierta a turistas, y solo se puede entrar a ella para orar.

## Historia

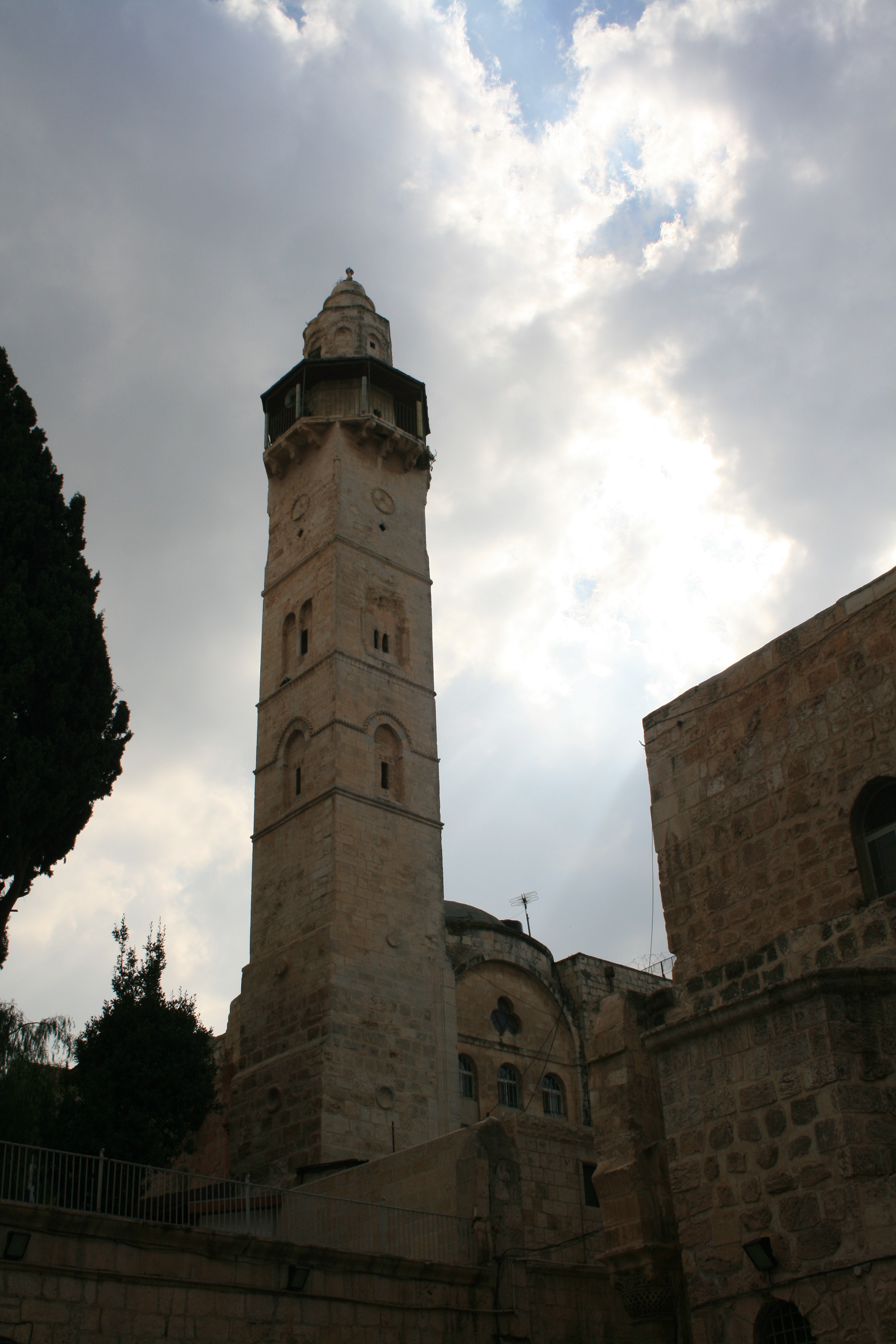
Minarete.

En el año 638 el ejército del Califato Ortodoxo llegó a las puertas de Jerusalén. Según la leyenda el Patriarca de Jerusalén, Sofronio, ofreció la rendición pacífica de la ciudad con la condición de que la recibiera el Califa Omar en persona. Cuando el Califa entró en Jerusalén, Sofronio lo invitó a rezar en el Santo Sepulcro. Omar se rehusó, para evitar que el Santo Sepulcro se convirtiera en sagrado para los musulmanes y pudiera ser expropiado a los cristianos. En cambio rezó fuera de la iglesia. En honor a dicho evento fue construida la Mezquita de Omar en el siglo X, como consta en una placa inscrita en una roca con una inscripción en cúfico en el área del atrio de la Iglesia del Santo Sepulcro, definiendo esta área como una mezquita.La estructura actual fue construida en su forma actual por el sultán ayubí Al-Afdal ibn Salah ad-Din en 1193 para conmemorar la oración del califa Omar. 
La mezquita actual tiene un minarete de 15 m. de altura, que fue construido en algún punto previo a 1465 durante el periodo mameluco, posiblemente después del terremoto de 1458, y fue renovado por el sultán otomano Abdülmecid I (r. 1839–1860).Se dice que erigido más alto que las cúpulas de la Iglesia del Santo Sepulcro para demostrar la supremacía del islam.
También se suele llamar Mezquita de Omar erróneamenete al Domo de la Roca.  